# Badminton ve světě
K nejvýznamnějším individuálním turnajům v badmintonu patří Badminton na Letních olympijských hrách a Mistrovství světa v badmintonu, které se hraje vždy v lichých letech.
Velké prestiži se těší soutěže družstev – Thomasův pohár hrají týmy mužské, Uber cup ženské a Sudirman cup smíšené.
První zcela profesionální turnaj se odehrál v roce 1979 ve slavné Royal Albert Hall v Londýně.

## Thomasův pohár
V březnu 1939 se Mezinárodní badmintonová federace (IBF) rozhodla, že uzrál čas k ustanovení mezinárodní soutěže družstev mužů. Trofej pro vítězný tým věnoval tehdejší prezident IBF Sir George Thomas, a proto se také soutěž označuje jako Thomasův pohár (anglicky Thomas Cup), přestože její oficiální název zní The International Badminton Championship Challenge Cup. Až do roku 1982 byl Thomasův pohár pořádán každé tři roky. Na výročním zasedání rady IBF 19. května 1982 v Londýně bylo rozhodnuto, že Thomasův pohár se bude hrát každé dva roky. Další ročník byl tedy v roce 1984. Rovněž herní systém byl změněn z devíti zápasů na pět (tři dvouhry a dvě čtyřhry) a tak už to zůstalo dodnes.
Přehled vítězů Thomasova poháru
Za rokem konání následuje počet zúčastněných týmů a vítězná země:
 (1948–49 10 Malajsie)
1951–52 12 Malajsie
1954–55 21 Malajsie
1957–58 19 Malajsie
1960–61 19 Indonésie
1963–64 26 Indonésie
1966–67 23 Indonésie
1969–70 25 Malajsie
1972–73 23 Indonésie
1975–76 26 Indonésie
1978–79 21 Indonésie
1981–82 26 Indonésie
1984 34 Indonésie
1988 38 Čína
1990 35 Čína
1992 53 Čína
1994 54 Malajsie
1996 51 Indonésie
1998 56 Indonésie
2000 49 Indonésie
2001–02 48 Indonésie
2004 50 Čína

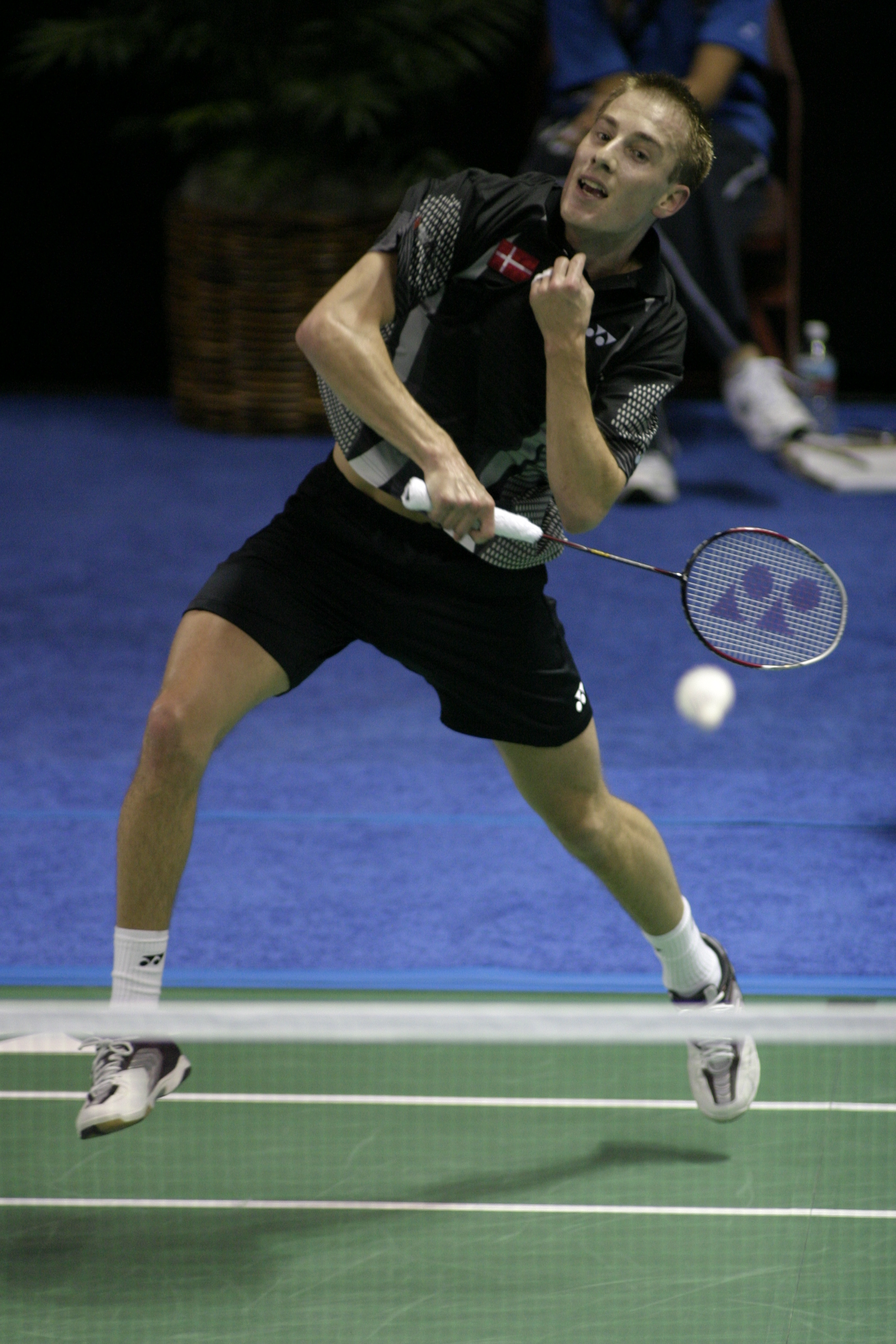
ani nejlepší evropský hráč ve dvouhře Peter Gade nepomohl dánské reprezentaci k premiérovému vítězství na Thomasovo poháru

Od roku 2006 se turnaje účastní pouze 12 kvalifikovaných zemí

2006 Čína
2008 Čína
2010 Čína
2012 Čína
2014 Japonsko

## Uber cup
O ustanovení mezinárodní soutěže družstev žen se poprvé diskutivalo v roce 1950. Tehdy bývalá anglická šampiónka Betty Uber nabídla, že by věnovala pro soutěž trofej. Celý projekt soutěže ženských družstev byl ale schválen až o tři roky později. Soutěž se měla konat jednou za tři roky. První ročník byl naplánován na sezónu 1956-57.
Paní Betty Uber oficiálně představila trofej pro vítěze na výroční schůzi IBF v roce 1956 a sama nalosovala účastníky. První Uber Cup se hrál v roce 1957 ve Velké Británii v Lytham St. Annes v hrabství Lancashire a vyhrálo ho družstvo USA. Od roku 1986 se Uber Cup hraje každé dva roky, stejně jako Thomasův pohár.
Přehled finalistů Uber cupu
| Rok  | Místo konání            | Vítěz     | Skóre finálového utkání | Finalista |
| ---- | ----------------------- | --------- | ----------------------- | --------- |
| 2014 | Nové Dillí, Indie       | Čína      | 3 – 1                   | Japonsko  |
| 2012 | Wuhan, Čína             | Čína      | 3 – 0                   | Korea     |
| 2010 | Kuala Lumpur, Malajsie  | Korea     | 3 – 1                   | Čína      |
| 2008 | Jakarta, Indonésie      | Čína      | 3 – 0                   | Indonésie |
| 2006 | Tokio, Japonsko         | Čína      | 3 – 0                   | Nizozemí  |
| 2004 | Senayan, Indonésie      | Čína      | 3 – 1                   | Korea     |
| 2002 | Guang Zhou, Čína        | Ćína      | 3 – 1                   | Korea     |
| 2000 | Kuala Lumpur, Malajsie  | Čína      | 3 – 0                   | Dánsko    |
| 1998 | Hong Kong, Hong Kong    | Čína      | 4 – 1                   | Indonésie |
| 1996 | Hong Kong, Hong Kong    | Indonésie | 4 – 1                   | Čína      |
| 1994 | Jakarta, Indonésie      | Indonésie | 3 – 2                   | Čína      |
| 1992 | Kuala Lumpur, Malajsie  | Čína      | 3 – 2                   | Korea     |
| 1990 | Tokio, Japonsko         | Čína      | 3 – 2                   | Korea     |
| 1988 | Kuala Lumpur, Malajsie  | Čín       | 5 – 0                   | Korea     |
| 1986 | Jakarta, Indonésie      | Čína      | 3 – 2                   | Indonésie |
| 1984 | Kuala Lumpur, Malajsie  | Čína      | 5 – 0                   | Anglie    |
| 1981 | Tokio, Japonsko         | Japonsko  | 6 – 3                   | Indonésie |
| 1978 | Auckland, Nový Zéland   | Japonsko  | 5 – 2                   | Indonésie |
| 1975 | Jakarta, Indonésie      | Indonésie | 5 – 2                   | Japonsko  |
| 1972 | Tokio, Japonsko         | Japonsko  | 6 – 1                   | Indonésie |
| 1969 | Tokio, Japonsko         | Japonsko  | 6 – 1                   | Indonésie |
| 1966 | Wellington, Nový Zéland | Japonsko  | 5 – 2                   | USA       |
| 1963 | Wilmington, USA         | USA       | 4 – 3                   | Anglie    |
| 1960 | Filadelfie, USA         | USA       | 5 – 2                   | Dánsko    |
| 1957 | Lancashire, Anglie      | USA       | 6 – 1                   | Dánsko    |

## Sudirman cup
Idea měření sil smíšených družstev přišla až o mnoho desítek let později, než jak tomu bylo u družstev mužů či žen. Stalo se tak až v roce 1986 na radě IBF a první turnaj byl uspořádán v roce 1989 v Indonésii. Pojmenován byl po skvělém indonéském hráči a později dlouholetém funkcionáři IBF Dicku Sudirmanovi.
Přehled medailistů Sudirman cupu
| Rok  | Místo konání           | Vítěz     | Výsledek finálového utkání | Finalista | Třetí místo         |
| ---- | ---------------------- | --------- | -------------------------- | --------- | ------------------- |
| 1989 | Jakarta, Indonésie     | Indonésie | 3-2                        | Korea     | ?                   |
| 1991 | Kodaň, Dánsko          | Korea     | 3-2                        | Indonésie | Dánsko              |
| 1993 | Birmingham, Anglie     | Korea     | 3-2                        | Indonésie | Čína                |
| 1995 | Lausanne, Švýcarsko    | Čína      | 3-1                        | Indonésie | Korea               |
| 1997 | Glasgow, Skotsko       | Čína      | 5-0                        | Korea     | Dánsko              |
| 1999 | Kodaň, Dánsko          | Čína      | 3-1                        | Dánsko    | Indonésie, Korea    |
| 2001 | Sevilla, Španělsko     | Čína      | 3-1                        | Indonésie | Dánsko, Korea       |
| 2003 | Eindhoven, Nizozemí    | Korea     | 3-1                        | Čína      | Indonésie, Dánsko   |
| 2005 | Peking, Čína           | Čína      | 3-0                        | Indonésie | Korea, Dánsko       |
| 2007 | Glasgow, Skotsko       | Čína      | 3-0                        | Indonésie | Korea, Anglie       |
| 2009 | Guanghzou, Čína        | Čína      | 3-0                        | Korea     | Indonésie, Malajsie |
| 2011 | Qingdao, Čína          | Čína      | 3-0                        | Dánsko    | Korea, Indonésie    |
| 2013 | Kuala Lumpur, Malajsie | Čína      | 3-0                        | Korea     | Dánsko, Thajsko     |

## Rozdělení sil ve světě

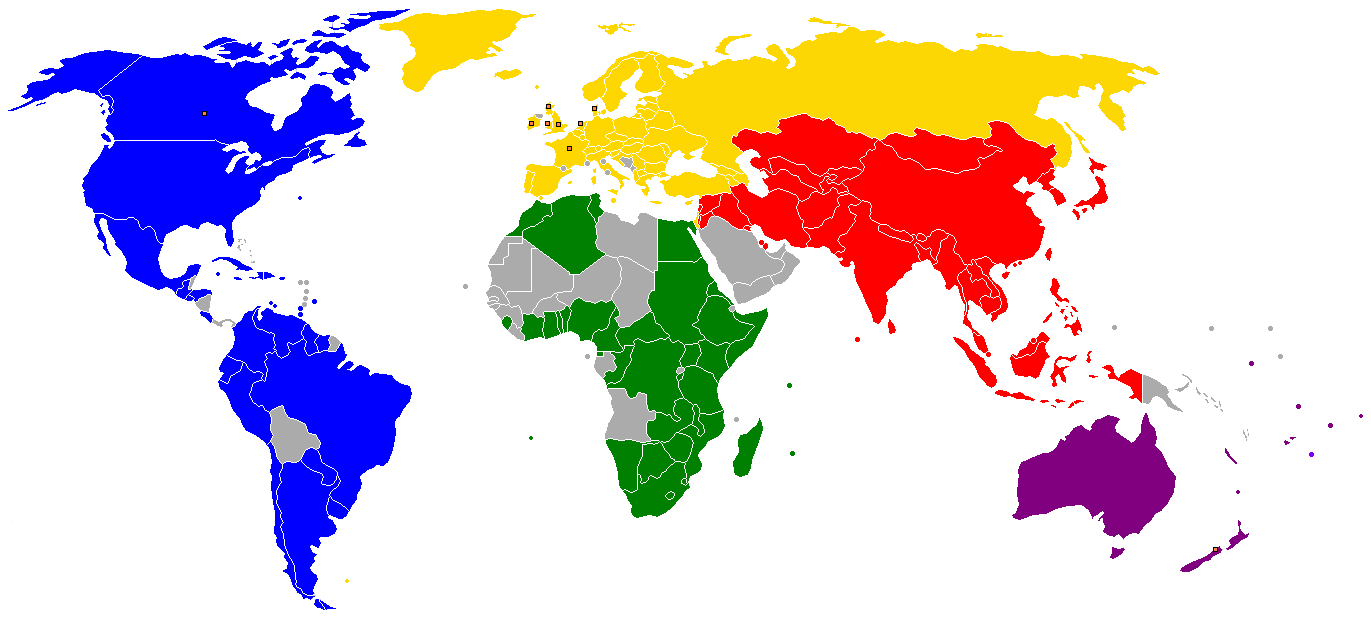
Celosvětové rozšíření badmintonu – členské státy IBF

V současnosti je badmintonovým hegemonem číslo jedna Čína a Japonsko.[zdroj?] V těsném závěsu za nimi jsou další asijské státy, především Indonésie, Malajsie a Korea. Evropskou čest zachraňuje především Dánsko, které má v evropském badmintonu obdobné postavení jako Čína v tom světovém. Na dalších příčkách pomyslného evropského žebříčku národů jsou Německo, Anglie a Nizozemí.